# Armur
Armur es una ciudad y  municipio situada en el distrito de Nizamabad en el estado de Telangana (India). Su población es de 64023 habitantes (2011). 

## Demografía
Según el censo de 2011 la población de Armur era de 64023 habitantes, de los cuales 31736 eran hombres y 32287 eran mujeres. Armur tiene una tasa media de alfabetización del 74,26%, superior a la media estatal del 67,02%: la alfabetización masculina es del 82,87%, y la alfabetización femenina del 65,86%.